# Claus P. W. Zebitz
Claus Paul Walter Zebitz (* 24. März 1950 in Hamburg) ist ein deutscher Biologe und Gartenbauwissenschaftler, er ist Professor für Phytopathologie und angewandte Entomologie an der Universität Hohenheim.

## Leben und Wirken
Nach dem Abitur am Wirtschaftsgymnasium in Bremen 1969 absolvierte er Wehrdienst bei der Bundeswehr als Zeitsoldat. Es folgte das Studium der Betriebswirtschaftslehre an der Universität Mannheim und das Studium der Biologie mit Hauptfach Zoologie an der Technischen Universität Darmstadt mit Abschluss Diplombiologe (1968).
Als wissenschaftlicher Mitarbeiter im Institut für Phytopathologie und Angewandte Zoologie an der Justus-Liebig-Universität Gießen forschte er zum Thema Mikrobielle Metaboliten mit insektizider und akarizider Wirkung. Mit seiner Dissertation wurde er 1981 in Gießen zum Dr. rer. nat. promoviert. Anschließend war er als wissenschaftlicher Mitarbeiter und Koordinator des interdisziplinären internationalen Projekts Natural insecticides of the Neem-Tree (Azadirachta indica A. Juss), an der Universität Gießen tätig.
Im Jahr 1986 wechselte Zebitz als Hochschulassistent an das Institut für Pflanzenkrankheiten und Pflanzenschutz im Fachbereich Gartenbauwissenschaften der Universität Hannover. Mit seiner Habilitation Phytomedizin im Fachbereich Gartenbauwissenschaften erwarb er den Titel Dr. rer. hort. habil. der Universität Hannover.
Im Jahr 1992 nahm Zebitz den Ruf als Professor für Angewandte Entomologie am Institut für Phytomedizin der Universität Hohenheim an, das er seit Oktober 2014 als Geschäftsführender Direktor leitet.
Claus Zebitz ist verheiratet, das Ehepaar hat eine Tochter.

## Weitere Engagements
- Gastprofessor im TEMPUS-TACIS-Programm der EU an der Timiryasev Academie, Moskau, Russland (1998)
- EU-US Programm transatlantische Lehre: SUSPROT (Sustainable Crop Protection) Konsortium bestehend aus: INA-PG, Frankreich, Gembloux (Belgien), Universität of Wageningen (Niederlande), University of California Davis (USA), University of Illinois Urbana-Champaign (USA) und PennState University (USA) (2004–2007)
- Gastprofessor an Tokyo University of Agriculture and Technology, Kobe University and Kyushu University, Japan (2010)

## Publikationen
- Publikationen von Claus Zebitz auf der Website der Universität Hohenheim
- Literatur von und über Claus P. W. Zebitz im Katalog der Deutschen Nationalbibliothek

## Mitgliedschaften
- Entomological Society of America
- Deutsche Zoologische Gesellschaft
- Deutsche Phytomedizinische Gesellschaft
- Deutsche Gesellschaft für allgemeine und angewandte Entomologie
- Forschungsring des Deutschen Weinbaus der DLG